# Casimir van Brandenburg-Kulmbach
Casimir van Brandenburg-Kulmbach bijgenaamd de Bloedhond (Ansbach, 27 december 1481 - Boeda, 21 september 1527) was van 1515 tot aan zijn dood markgraaf van Brandenburg-Kulmbach. Hij behoorde tot het huis Hohenzollern.

## Levensloop
Casimir was de oudste zoon van markgraaf Frederik I van Brandenburg-Ansbach en Sophia van Polen, dochter van koning Casimir IV van Polen.
In 1498 werd hij door zijn vader benoemd tot stadhouder van het markgraafschap Brandenburg-Ansbach, in het geval dat zijn vader tijdens uitgebreide reizen afwezig was. Hij regeerde onder begeleiding van ervaren adviseurs. In 1515 zetten Casimir en zijn jongere broer George hun vader af als markgraaf van Brandenburg-Ansbach, die met zijn spilzuchtige levensstijl een enorme schuldenberg opgestapeld had. Casimir liet zijn vader opsluiten in het Slot van Plassenburg in Kulmbach, waar die tot aan Casimirs dood in 1527 gevangenzat. Casimir nam de regering van het markgraafschap Brandenburg-Kulmbach over, terwijl Brandenburg-Ansbach toegewezen werd aan zijn broer George. Omdat die vaak aan het Hongaarse hof verbleef, bestuurde Casimir de facto eveneens Brandenburg-Ansbach.  
Casimir was vazal van keizer Maximiliaan I van het Heilige Roomse Rijk. In 1499 vocht hij aan de zijde van zijn vader en markgraaf Christoffel I van Baden als commandant van de Zwabische Liga tegen het Oude Eedgenootschap, waarna hij de onderhandelingen voerde die leidden tot de Vrede van Bazel. De volgende jaren bleef hij actief als militair leider en diplomaat in dienst van het huis Habsburg. In 1509 nam hij deel aan de Rijksdag van Worms en in 1513 was hij keizerlijk commissaris bij de assemblee van de Zwabische Liga in Nördlingen wegens de landvredebreuk door Götz von Berlichingen. Samen met hertog Willem IV van Beieren had hij het overzicht op het oorlogsverloop tegen von Berlichingen. Ook was hij betrokken bij de maatregelen die de Zwabische Bond nam tegen hertog Ulrich van Württemberg en gaf hij de leiding aan een troepenmacht van 700 ruiters die naar Ehningen oprukten.
In het traditionele conflict met de Rijksstad Neurenberg kwam het in 1502 tot een ruzie over de bescherming van de jaarmarkt in Affalterbach. Toen de Raad van Neurenberg het recht op bescherming claimde van de enclave Affalterbach en Casimir dit probeerde tegen te houden, ontbrandde zich een politiek machtsspel. Terwijl sterke Neurenbergse troepen vroegtijdig aangekomen waren in Affalterbach, maakte Casimir rechtsomkeer en viel hij de voorsteden van Neurenberg binnen. De Neurenbergse troepen leden zware verliezen, wat een einde maakte aan deze ruzie. Later had Casimir een grensconflict met Neurenberg. In 1522 beëindigde hij zijn lidmaatschap van de Zwabische Liga toen bleek dat ze de Rijksstad Neurenberg wilden steunen in de strijd tegen roofridder Hans Thomas von Absberg en diens bondgenoten. 
In 1525 bereikte de Duitse Boerenoorlog Casimirs gebieden toen troepen in 1525 de naburige bisdommen Würzburg en Bamberg binnenvielen. In april 1525 vond er een vergadering plaats tussen Casimir en naburige vorsten in Neustadt an der Aisch om een gezamenlijke strategie te bespreken tegen de boeren, die vanuit Zwaben de Odenwald dreigden binnen te vallen. Door vroegere grensconflicten was er echter veel wantrouwen tussen de vorsten onderling, waardoor de besprekingen mislukten. In tegenstelling tot zijn broer George was Casimir ook een hevige tegenstander van de Reformatie. Uiteindelijk moest het bisdom Würzburg zich na de boerenaanval aan hen overgeven.
Met aanzienlijke financiële en personele inspanningen bereidde Casimir zich voor om de invallen van de boeren op zijn grondgebied af te weren. Hij riep zijn onderdanen onder de wapens en schakelde huurlingen in. Nabij de stad Rothenburg ob der Tauber, waar Casimir het beschermingsrecht over had, haalde hij zijn eerste overwinning op het boerenleger, waarna hij zegerijk de stad verliet. Kort daarop gaf de zwakke stadsraad echter de macht aan de burgers, die samenspanden met de boeren. Hierdoor bleven de onlusten op Casimirs grondgebied voortduren. Toen Casimir terugkeerde naar Ansbach om een nieuw leger samen te stellen, kwamen de stad eveneens in opstand. Casimir was hierdoor gedwongen om Boheemse huurlingen in te schakelen voor de verdediging van zijn versterkte burchten.
Door de komst van de troepen van de Zwabische Liga en andere bondgenoten van het bisdom Würzburg werden de ongeorganiseerde boerentroepen in Würzburg verpletterend verslagen. Ook Casimir haalde de bovenhand. Hij liet opstandige dorpen die zich niet wilden overgeven platbranden en oproerkraaiers executeren. In Kitzingen stelde hij dan weer een voorbeeld. Hij besloot de burgers te sparen, maar strafte hij oproerkraaiers door de vingers af te hakken die bij een eedaflegging gebruikt werden, door de ogen uit te steken bij diegenen die tijdens de opstand zeiden dat ze de markgraaf niet meer wilden zien en door ze te verbannen. Ook strafte hij de stad Rothenburg door hen te dwingen gebied af te staan. De marktplaatsen van Rotheburg en Schweinfurt kleurden rood van het bloed door de vele onthoofdingen die er plaatsvonden. Ook stuurde hij zijn broer Hans Albrecht naar Bayreuth om de stad te straffen voor het gebrek van troepenondersteuning. In november 1526 zette hij zijn wraakacties stop nadat bleek dat er onschuldige slachtoffers gevallen waren.
Na de kroning van koning Ferdinand I van Hongarije sloot de door ziekte zwaar getekende Casimir zich aan bij de veldtocht tegen de troepen van Johan Zápolya, die de Hongaarse troon claimde. Omdat zijn broer George ook deelnam, keerde hij terug naar zijn gebieden om een stadhouder aan te stellen en stelde hij hulptroepen samen. In juli 1527 bereikte hij de Hongaarse grens, waarna hij naar de stad Boeda trok. Hier stierf hij in september 1527 aan dysenterie.

## Huwelijk en nakomelingen
Op 25 augustus 1518 huwde hij met Susanna (1502-1543), dochter van hertog Albrecht IV van Beieren. Ze kregen vijf kinderen:
- Maria (1519-1567), huwde in 1537 met keurvorst Frederik III van de Palts
- Catharina (1520-1521)
- Albrecht Alcibiades (1522-1557), markgraaf van Brandenburg-Kulmbach
- Cunigonde (1524-1558), huwde in 1551 met markgraaf Karel II van Baden-Durlach
- Frederik (1525-1525)